# Silvia Cebolla Civil
Silvia Cebolla Civil (Saragossa, 1985) és una divulgadora de l'aragonés, presentadora del programa d'Aragón TV Charrín Charrán.
Llicenciada en dret i màster en relacions de gènere, va començar a estudiar aragonès als 18 anys a l'escola Nogará. La seua trajectòria en la comunicació comença quan crea un canal de Youtube, A Escuchetes, com a material didàctic per als seus alumnes d'aragonés. El canal, dedicat a la cuina vegetariana, transcendí l'audiència de la classe i de la llengua aragonesa, superant el miler de seguidors i se n'edità un llibre l'any 2018.
L'any 2019 es converteix en la presentadora del primer programa de televisió en aragonés, Charrín Charrán.